# Genki Miyachi
Genki Miyachi (japanisch 宮地 元貴 Miyachi Genki; * 17. April 1994 in Gotemba) ist ein japanischer Fußballspieler.

## Karriere
Miyachi erlernte das Fußballspielen in der Schulmannschaft der Toin Gakuen High School und der Universitätsmannschaft der Keiō-Universität. Seinen ersten Vertrag unterschrieb er 2017 bei Nagoya Grampus. Der Verein spielte in der zweithöchsten Liga des Landes, der J2 League. Im August 2017 wechselte er zum Ligakonkurrenten Matsumoto Yamaga FC. 2018 wurde er an den Drittligisten Azul Claro Numazu ausgeliehen. 2019 wechselte er zum Chattanooga FC. Nachdem Ende der Saison hier, verließ er den Klub anschließend und ist seitdem Vertragslos.